# Antonio Juan Creix
Antonio Juan Creix (Jerez de la Frontera, 23 de abril de 1914 - Barcelona, 24 de marzo de 1985) fue un policía español. Su madre era de Barcelona y su padre era un militar valenciano. Pasó su juventud en Melilla, donde su padre estuvo destinado algunos años. Su hermano mayor murió en la batalla del Ebro y el segundo luchó con la División Azul. 

## Biografía
En 1936 ingresó en el Cuerpo Nacional de Policía y cuando estalló la guerra civil española se afilió al Movimiento Nacional. Trabajó para el Servicio de Información y Policía Militar (SIPM), donde hizo tareas de contraespionaje en Barcelona. Fue detenido en agosto de 1938, interrogado y torturado en la checa de la calle Vallmajor. Fue juzgado y condenado a muerte por pertenecer a la Quinta columna, pero le fue conmutada por 15 años en un campo de trabajo en el Pirineo. Consiguió escaparse y marchó al País Vasco, donde pasó al bando franquista.
Después de la guerra fue destinado a Barcelona donde, en 1941, trabajó a las órdenes del jefe de la Brigada Político-Social, Pedro Polo Borreguero. Se apuntó el primer éxito con el desmantelamiento del aparato guerrillero del PSUC en Cataluña con la detención en 1947 de Numen Mestre, Joaquim Puig y Pidemunt, Angel Carrero Sancho y Pere Valverde, que fueron fusilados en el campo de la Bota en 1949.
Durante la década de 1950 detuvo y torturó a dirigentes opositores antifranquistas como Gregorio López Raimundo, Jordi Carbonell y Tomasa Cuevas. En 1955 sustituyó Polo Borreguero como jefe de la Brigada. 

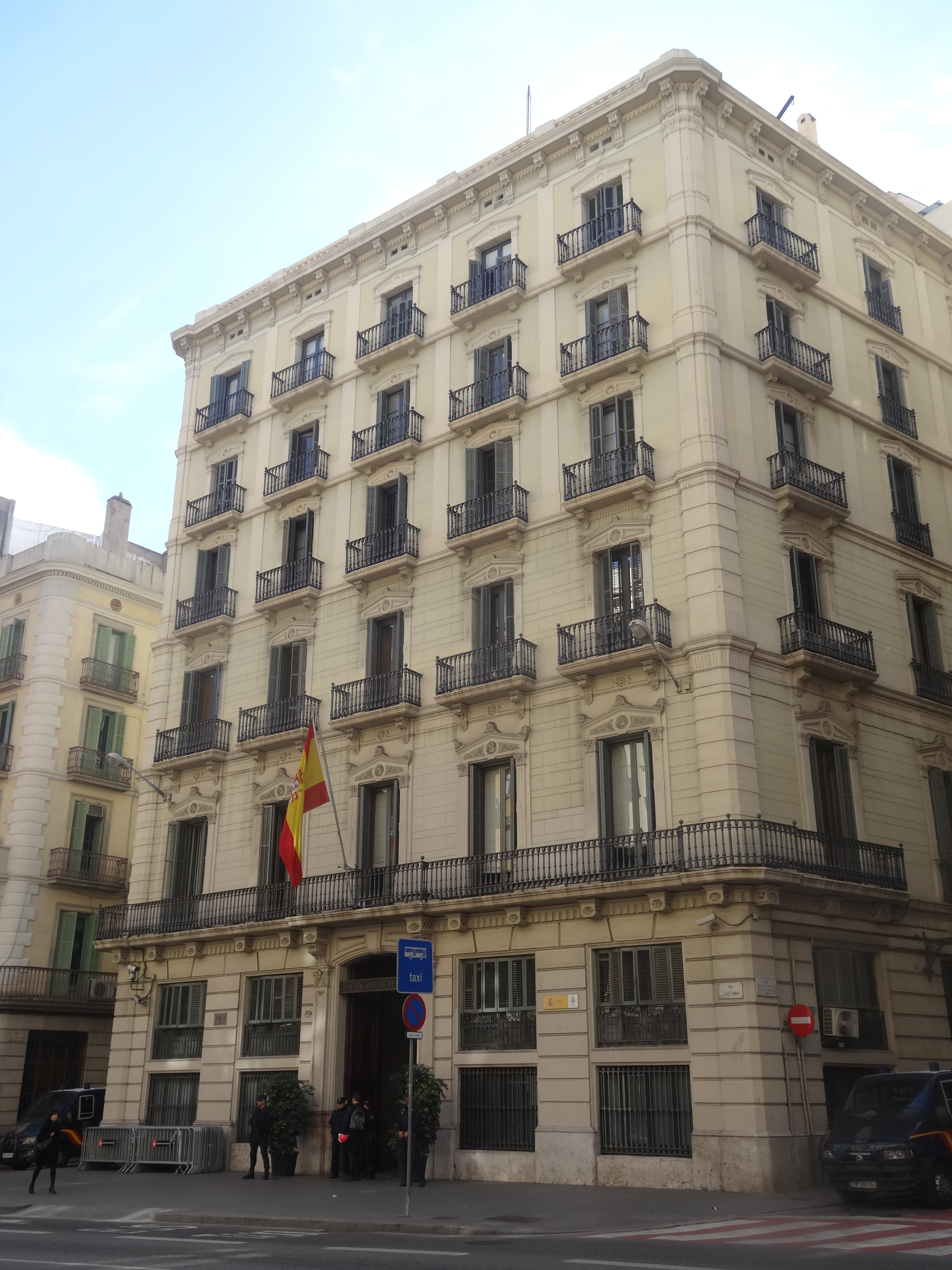
Sede de la Jefatura Superior de Policía en la Vía Layetana de Barcelona. Fue el centro de torturas más importante en Cataluña durante la dictadura franquista.

En 1958 pasó tres meses en los Estados Unidos, donde  aprendió técnicas del FBI contra la insurgencia comunista. En abril de 1958 utilizó lo que había aprendido en Nueva York del FBI en el interrogatorio y tortura del dirigente comunista Miguel Núñez González, aunque nunca estuvo del todo satisfecho. «Aquí vienen los americanos, que si las corrientes eléctricas… Como el palo no hay nada», dijo Creix, según recordaba el propio Miguel Núñez. También recordaba Núñez que, tras ser detenido, Creix le dijo: «Nadie sabe que te hemos detenido. No has sido registrado en el libro de entrada en la Jefatura [de Vía Layetana de Barcelona]. Te vamos a sacar como sea todo lo que sabes y, si te mueres, pues una piedra en los pies y al mar, que está bien cerquita». Durante los 30 días que permaneció detenido en la sede de la Jefatura Superior de Barcelona de Vía Layetana, Núñez resistió las torturas —por ejemplo, durante cuatro días lo tuvieron colgando de un tubo de la calefacción que estaba en el techo, lo que le dislocó el hombro y le hizo perder el conocimiento varias veces— y no delató a nadie.
Se le atribuye el diseño de la estrategia que condujo a la muerte de Quico Sabater (1960). En 1963 fue nombrado jefe de la VI Brigada Regional de Investigación Social en Barcelona y, entre sus acciones más conocidas, hubo la dispersión de la caputxinada y la detención de los implicados de los Hechos del Palau de la Música, incluida la tortura a los detenidos (entre ellos, el futuro presidente de la Generalidad de Cataluña Jordi Pujol).
Después del asesinato del inspector de la Brigada Político-social Melitón Manzanas en 1968, fue enviado al País Vasco, donde participó en la detención de la mayor parte de los miembros de ETA que, posteriormente, fueron juzgados en el llamado Proceso de Burgos. En agosto de 1970 fue enviado a Sevilla como Comandante Superior de Andalucía, donde forzó la detención de la dirección de Comisiones Obreras que fue juzgada en el Proceso 1001 en 1974, y organizó la detención de El Lute.
Mientras tanto, su equipo en Barcelona organizó la "caída de los 113" de la Asamblea de Cataluña en la parroquia de Santa Maria Mitjancera en 1973. En octubre de 1974, fue expedientado por orden del entonces ministro de gobernación, Tomás Garicano Goñi, en un momento en que el régimen franquista quería suavizar su imagen, bajo la acusación de apropiación indebida de caudales públicos y abusos en el cargo, que le costaron tres años de suspensión. Pidió ayuda al entonces gobernador civil de Barcelona, Rodolfo Martín Villa, quien intercedió infructuosamente por él. Fue destinado a sellar pasaportes al aeropuerto del Prat hasta que fue depurado definitivamente. Murió de una septicemia en 1985.